# Privanzas del Campestre
Privanzas del Campestre es una localidad del estado mexicano de Coahuila. Es parte del municipio de Arteaga.

## Demografía
| Censo | Población |
| ----- | --------- |
| 2020  | 1 319     |